# Социалистический интернационал
Социалисти́ческий интернациона́л (сокр. Социнте́рн) — международная неправительственная социал-демократическая организация.
Главный офис расположен в Лондоне (Англия). Первоначально созданный в 1864 году (Первый интернационал), возобновил свою деятельность в 1951 году во Франкфурте-на-Майне (ФРГ) на организационном съезде 34 социалистических и социал-демократических партий, преимущественно из Европы. Считает себя правопреемником Второго интернационала, а также существовавшего с 1923 года по Вторую мировую войну Социалистического рабочего интернационала, и в 1989 году официально отметила столетие.
В 2009 году членами Социнтерна являлись 156 партий из 126 государств, в том числе 116 партий являются полноправными членами и имеют решающий голос, у 26 организаций — статус консультативных членов с правом совещательного голоса, и 14 являлись наблюдателями.
Россию в организации представляла партия Справедливая Россия — Патриоты — За правду, с 2007 года — в качестве наблюдателя, с 2012 года — в качестве полноправного члена. Партия была исключена из Социнтерна решением от 7 марта 2022 года в связи с поддержкой вторжения России на Украину.
Главный программный документ — «Стокгольмская декларация принципов» — провозглашает важнейшими политическими ценностями свободу, справедливость, солидарность. До этого главным документом считалась Франкфуртская декларация.
Высший орган Социнтерна — съезд (конгресс), который проводится один раз в три года. В промежутках между съездами его деятельностью руководит совет, созываемый дважды в год.
С 2013 года параллельно с Социнтерном существует Прогрессивный альянс, в который часто входят те же партии.

## Партии — полноправные члены[3]
Правящие партии выделены жирным

### Азия
- Ирак — Патриотический союз Курдистана
- Кыргызстан — Социал-демократическая партия Кыргызстана
- Ливан — Прогрессивно-социалистическая партия
- Малайзия — Партия демократического действия Малайзии
- Монголия — Монгольская народная партия
- Непал — Непальский конгресс
- Пакистан — Пакистанская народная партия
- Япония — Социал-демократическая партия

### Америка
- Аргентина — Социалистическая партия, Гражданский радикальный союз
- Боливия — Левое революционное движение — новое большинство
- Бразилия — Демократическая рабочая партия
- Венесуэла — Демократическое действие, Движение к социализму
- Гаити — Союз гаитянских социал-демократов
- Гватемала — Национальный союз надежды
- Доминиканская Республика — Доминиканская революционная партия
- Колумбия — Колумбийская либеральная партия
- Коста-Рика — Партия национального освобождения
- Мексика — Институционная революционная партия, Партия демократической революции
- Нидерландские Антильские острова — Движение за Новые Антилы
- Никарагуа — Сандинистский фронт национального освобождения
- Панама — Революционно-демократическая партия
- Парагвай — Революционная фебреристская партия, País Solidario
- Перу — Перуанская апристская партия
- Пуэрто-Рико — Партия независимости Пуэрто-Рико
- США — Демократические социалисты Америки (до 2017 года)
- Уругвай — Социалистическая партия Уругвая, Коалиция «Новое пространство»
- Чили — Партия за демократию, Социал-демократическая радикальная партия Чили, Социалистическая партия Чили
- Эквадор — Партия левых демократов
- Ямайка — Народная национальная партия (Ямайка)

### Африка
- Ангола — Народное движение за освобождение Анголы
- Бенин — Социал-демократическая партия
- Буркина-Фасо — Конгресс за демократию и прогресс
- Гана — Национальный демократический конгресс
- Гвинея — Объединение гвинейского народа
- Зимбабве — Движение за демократические перемены
- Кабо-Верде — Африканская партия независимости Кабо-Верде
- Камерун — Социал-демократический фронт
- Кот-д’Ивуар — Ивуарский народный фронт
- Маврикий — Маврикийская Лейбористская партия, Маврикийское боевое движение
- Мавритания — Союз демократических сил (Мавритания)
- Мали — Альянс за демократию в Мали — Панафриканская партия за свободу, солидарность и справедливость, Объединение за Мали
- Марокко — Социалистический союз народных сил
- Мозамбик — ФРЕЛИМО
- Намибия — СВАПО
- Нигер — Партия за демократию и социализм Нигера
- Сенегал — Социалистическая партия Сенегала
- Тунис — Демократическое Конституционное Объединение
- Экваториальная Гвинея — Конвергенция за социальную демократию
- ЮАР — Африканский национальный конгресс
- ЦАР – Движение за освобождение народа Центральной Африки

### Европа
- Албания — Социалистическая партия Албании
- Андорра — Социал-демократическая партия
- Армения — Армянская революционная федерация «Дашнакцутюн»
- Беларусь — Белорусская социал-демократическая партия (Народная Грамада)
- Болгария — Партия «Болгарская социал-демократия», Болгарская социалистическая партия
- Босния и Герцеговина — Социал-демократическая партия Боснии и Герцеговины
- Республика Сербская — Союз независимых социал-демократов
- Великобритания — Лейбористская партия
- Венгрия — Венгерская социал-демократическая партия, Венгерская социалистическая партия
- Греция — Всегреческое социалистическое движение
- Ирландия — Лейбористская партия
- Испания — Испанская социалистическая рабочая партия
- Италия — Итальянская социалистическая партия
- Кипр — Движение за социал-демократию
- Латвия — Латвийская социал-демократическая рабочая партия
- Литва — Социал-демократическая партия Литвы
- Люксембург — Люксембургская социалистическая рабочая партия
- Северная Македония — Социал-демократический союз Македонии
- Мальта — Лейбористская партия Мальты
- Молдова — Демократическая партия Молдовы
- Польша — Союз демократических левых сил, Уния труда
- Португалия — Социалистическая партия
- Румыния — Социал-демократическая партия
- Сан-Марино — Партия социалистов и демократов
- Северная Ирландия — Социал-демократическая и лейбористская партия
- Сербия — Демократическая партия, Социал-демократическая партия Сербии
- Словакия — Курс — социальная демократия
- Финляндия — Социал-демократическая партия Финляндии
- Франция — Социалистическая партия
- Хорватия — Социал-демократическая партия Хорватии
- Черногория — Демократическая партия социалистов Черногории, Социал-демократическая партия Черногории
- Чехия — Чешская социал-демократическая партия

## Консультативные члены Социнтерна[3]
- Антигуа и Барбуда — Лейбористская партия Антигуа
- Бурунди — Демократический фронт Бурунди (ФРОДЕБУ)
- Венесуэла — «Мы можем» — PODEMOS
- Восточный Тимор — Революционный фронт за независимость Восточного Тимора — ФРЕТИЛИН
- Габон — Габонская партия прогресса
- Гамбия — Объединенная демократическая партия
- Гватемала — Социал-демократическая конвергенция
- Гвинея-Бисау — Африканская партия независимости Гвинеи-Бисау и островов Зелёного Мыса
- Гренландия — партия «Вперёд»
- Грузия — партия «Социал-демократы за развитие Грузии»[4]
- Доминика — Доминикская лейбористская партия
- Иран — Демократическая партия Иранского Курдистана
- Йемен — Йеменская социалистическая партия
- Казахстан — Общенациональная социал-демократическая партия
- Намибия — Конгресс демократов
- Государство Палестина — Движение за национальное освобождение Палестины ФАТХ
- Парагвай — Прогрессивная демократическая партия
- Сент-Винсент и Гренадины — Объединённая лейбористская партия
- Сент-Китс и Невис — Лейбористская партия
- Сент-Люсия — Лейбористская партия Сент-Люсии
- Того — Демократическая конвенция африканских народов
- Тунис — Демократический форум за труд и свободы
- Турция — Республиканская народная партия
- Украина — Социал-демократическая партия Украины
- Филиппины — Партия гражданского действия Akbayan, Филиппинская демократическая социалистическая партия
- Северный Кипр — Турецкая республиканская партия (заявка находится на рассмотрении)

## Партии-наблюдатели[3]
- Ботсвана — Национальный фронт Ботсваны
- Гаити — Организация народной борьбы
- Демократическая Республика Конго — Союз за демократический и социальный прогресс
- САДР — Народный фронт за освобождение Сегиет-эль-Хамра и Рио-де-Оро (Полисарио)
- Индия — Джаната дал (секуляристская)
- Иордания — Демократический социалистический форум Иордании
- Кения — Рабочая партия Кении
- Кыргызстан — «Родина» — «Ата-Мекен»
- Колумбия — Альтернативный демократический полюс
- Государство Палестина — Палестинская национальная инициатива
- Турция — Партия демократического общества
- Центральноафриканская Республика — Патриотический фронт за прогресс
- Центральноафриканская Республика — Движение за освобождение центральноафриканского народа

## Бывшие члены
- Бельгия — Бельгийская социалистическая партия — прекратила существование в 1978 году.
- Египет — Национально-демократическая партия — ликвидирована Верховным судом Египта в 2011 году.
- Босния и Герцеговина —  Союз независимых социал-демократов — исключен в 2012 году.
- Албания — Социал-демократическая партия Албании — в 2012 году понижена до партии-наблюдателя за неуплату членских взносов, в 2014 году исключена.
- Аруба — Народное выборное движение — исключено в 2014 году.
- Австралия — Австралийская лейбористская партия — исключена в 2014 году.
- Барбадос — Барбадосская лейбористская партия — исключена в 2014 году.
- Швеция — Социал-демократическая рабочая партия Швеции — покинула интернационал в 2017 году.
- Бельгия — партия «Вперёд» — исключена в 2017 году.
- Израиль — Израильская партия труда — членство партии приостановлено в 2018 году в связи с принятием политики «Бойкот, изоляция и санкции».
- Алжир — Фронт социалистических сил — исключена в 2019 году за поддержку правительства во время протестов в Алжире.
- Россия — Справедливая Россия — За правду — исключена 7 марта 2022 года за поддержку вооружённой агрессии Российской Федерации против Украины.
- Австрия — Социал-демократическая партия Австрии — исключена в 2022 году.
- Азербайджан — Социал-демократическая партия Азербайджана — прекратила своё существование в 2023 году.

## Братские организации
- Международное движение Фалькенов/Международное социалистическое образование (англ. International Falcon Movement/Socialist Educational International, IFM/SEI) — сеть национальных неправительственных организаций занимающихся образованием и развитием детей и подростков, а также защитой прав детей. Фалькены участвуют в международном молодёжном социалистическом движении и ориентированы на идеи демократического социализма.
- Международный союз молодых социалистов (англ. International Union of Socialist Youth, IUSY) — неофициальное молодёжное крыло Социнтерна, объединяет социалистические, социал-демократические и лейбористские молодёжные организации из более чем 100 государств мира.
- Женщины социалистического интернационала (англ. Socialist International Women, SIW).

## Ассоциированные организации
- Международная ассоциация социалистической и демократической прессы (англ. International Federation of the Socialist and Democratic Press, IFSDP)
- Международная рабочая спортивная конфедерация (англ. International Labour Sports Confederation, CSIT)
- Международная лига верующих социалистов (англ. International League of Religious Socialists, ILRS)
- Международный социал-демократический союз образования (англ. International Social Democratic Union for Education, ISDUE)
- Еврейский рабочий союз (англ. Jewish Labour Bund, JLB)
- Национальный демократический институт международных отношений (англ. National Democratic Institute for International Affairs, NDI)
- Социалистическая группа в Европейском парламенте (англ. Socialist Group in the European Parliament)
- Партия европейских социалистов (англ. Party of European Socialists, PES)
- Социал-демократическая группа в Латиноамериканском парламенте (англ. Social Democratic Group of the Latin American Parliament)
- Всемирное рабочее сионистское движение (англ. World Labour Zionist Movement, WLZM)

## Руководство и структура
Высшим руководящим органом Социнтерна является конгресс, который собирается раз в три-пять лет, и совет, который включает в себя представителей всех членов организации, заседания которого проводятся дважды в год. Постоянными органами является секретариат Социалистического интернационала, находящийся в Лондоне, и президиум, в который входят президент, вице-президенты и генеральный секретарь, избираемые конгрессом. Круглый год работают комитеты по этике и по финансам и управлению, комиссии Социнтерна для поддержки мирового общества (Commission for a Sustainable World Society) и по глобальным финансовым проблемам (Commission on Global Financial Issues), а также тематические и региональные комитеты.

### Тематические комитеты
- Комитет по разоружению (Committee on Disarmament)
- Комитет по вопросам экономической политики, труда и ресурсов (Committee on Economic Policy, Labour and National Resources)
- Комитет по социальной сплоченности, нищете и ВИЧ/СПИД (Committee on Social Cohesion, Poverty and HIV/AIDS)
- Комитет по местному самоуправлению (Committee on Local Authorities)
- Комитет по вопросам миграции (Committee on Migrations)
- Комитет по вопросам мира (Committee on Peace)

### Региональные комитеты
- Комитет для Юго-Восточной Европы (Committee for the South Eastern Europe)
- Африканский комитет (Africa Committee)
- Азиатско-Тихоокеанский комитет (Asia-Pacific Committee)
- Комитет для СНГ, Кавказа и Черноморского бассейна (Committee for the CIS, the Caucasus and the Black Sea)
- Комитет для Латинской Америки и Карибскому бассейну (Committee for Latin America and the Caribbean)
- Средиземноморский комитет (Mediterranean Committee)
- Ближневосточный комитет (Middle East Committee)

### Конгрессы
- Германия — Франкфурт-на-Майне, 30 июня—3 июля 1951 года
- Италия — Милан, 17—21 октября 1952 года
- Швеция — Стокгольм, 15—18 июля 1953 года
- Великобритания — Лондон, 12—16 июля 1955 года
- Австрия — Вена, 2—6 июля 1957 года
- Германия — Гамбург, 14—17 июля 1959 года
- Италия — Рим, 23—27 октября 1961 года
- Нидерланды — Амстердам, 9—12 сентября 1963 года
- Бельгия — Брюссель, 5—6 сентября 1964 года
- Швеция — Стокгольм, 5—8 мая 1966 года
- Великобритания — Истборн, 16—20 июня 1969 года
- Австрия — Вена, 26—29 июня 1972 года
- Швейцария — Женева, 26—28 ноября 1976 года
- Канада — Ванкувер, 3—5 ноября 1978 года
- Испания — Мадрид, 12—14 ноября 1980 года
- Португалия — Албуфейра, 7—[0 апреля 1983 года
- Перу — Лима, 20—23 июня 1986 года
- Швеция — Стокгольм, 20—22 июня 1989 года
- Германия — Берлин, 15—17 сентября 1992 года
- США — Нью-Йорк, 9—11 сентября 1996 года
- Франция — Париж, 8—10 ноября 1999 года
- Бразилия — Сан-Паулу, 27—29 октября 2003 года
- Греция — Афины, 30 июня—2 июля 2008 года
- — Кейптаун, 30 августа — 1 сентября 2012 года
- Колумбия — Картахена, 1—4 марта 2017 года

### Президенты
- 1951—1957 — Морган Вальтер Филлипс (Morgan Walter Phillips), Великобритания
- 1957—1963 — Альсинг Андерсен (Alsing Andersen), Дания
- 1963 — Эрих Олленхауэр, Федеративная Республика Германия
- 1964—1976 — Бруно Питтерман (Bruno Pittermann), Австрия
- 1976—1992 — Вилли Брандт, Федеративная Республика Германия
- 1992—1999 — Пьер Моруа, Франция
- 1999—2005 — Антониу Гутерриш, Португалия
- 2006—2022 — Георгиос Папандреу (младший), Греция
- 2022 — н. в. — Педро Санчес, Испания